# British Steel
British Steel – szósty album zespołu Judas Priest. Został wydany w 1980 roku nakładem wytwórni Epic Records. Album był nagrywany w domu, przerobionym na studio muzyczne, w którym niegdyś mieszkali Ringo Starr i John Lennon.  Singlami promującymi krążek były: "Breaking the Law", "United" oraz "Living After Midnight". Często gościły one w rozgłośniach radiowych i ugruntowały pozycję zespołu jako jednej z najważniejszej formacji heavymetalowych. Obecnie British Steel uważa się za jedno ze szczytowych osiągnięć Judas Priest.
W 2001 album wydano w wersji zremasterowanej i z dwoma utworami dodatkowymi – „Red. White & Blue" (1985) i „Grinder" (wersja live z 1980 roku). Autorem okładki płyty (oraz logo Judas Priest) jest polski plakacista, twórca okładek, grafik Rosław Szaybo. Jest on m.in. autorem okładki pierwszej płyty The Clash The Clash, także płyt Eltona Johna, Roya Orbisona, Santany, Janis Joplin oraz Johna Williamsa.

## Lista utworów
Wersja brytyjska
1. „Rapid Fire” – 4:08
2. „Metal Gods” – 4:00
3. „Breaking the Law” – 2:35
4. „Grinder” – 3:58
5. „United” – 3:35
6. „You Don't Have to Be Old to Be Wise” – 5:04
7. „Living After Midnight” – 3:31
8. „The Rage” – 4:44
9. „Steeler” – 4:30
10. „Red, White & Blue” (bonus 2001) – 3:42
11. „Grinder” (na żywo, bonus 2001) – 4:49

Wersja amerykańska
1. „Breaking the Law” – 2:35
2. „Rapid Fire” – 4:08
3. „Metal Gods” – 4:00
4. „Grinder” – 3:58
5. „United” – 3:35
6. „Living After Midnight” – 3:31
7. „You Don't Have to Be Old to Be Wise” – 5:04
8. „The Rage” – 4:44
9. „Steeler” – 4:30

## Twórcy
- Rob Halford – wokal
- K.K. Downing – gitara
- Glenn Tipton – gitara
- Ian Hill – gitara basowa
- Dave Holland – perkusja